# Гулми (район)
Гулми (непальск. गुल्मी जिल्ला) — один из 75 районов Непала. Входит в состав зоны Лумбини, которая, в свою очередь, входит в состав Западного региона страны. Административный центр — город Тамгхас.
Граничит с районом Аргхакханчи (на юго-западе), районом Палпа (на юго-востоке), районом Сьянгджа зоны Гандаки (на востоке), районами Баглунг и Парбат зоны Дхаулагири (на севере) и районом Пьютхан зоны Рапти (на западе). Площадь района составляет 1149 км².
Население по данным переписи 2011 года составляет 280 160 человек, из них 120 995 мужчин и 159 165 женщин. По данным переписи 2001 года население насчитывало 296 654 человека. 96,78 % населения исповедуют индуизм; 2,78 % — буддизм; 0,20 % — христианство и 0,15 % — ислам.